# Jüdische Gemeinde Hachenburg

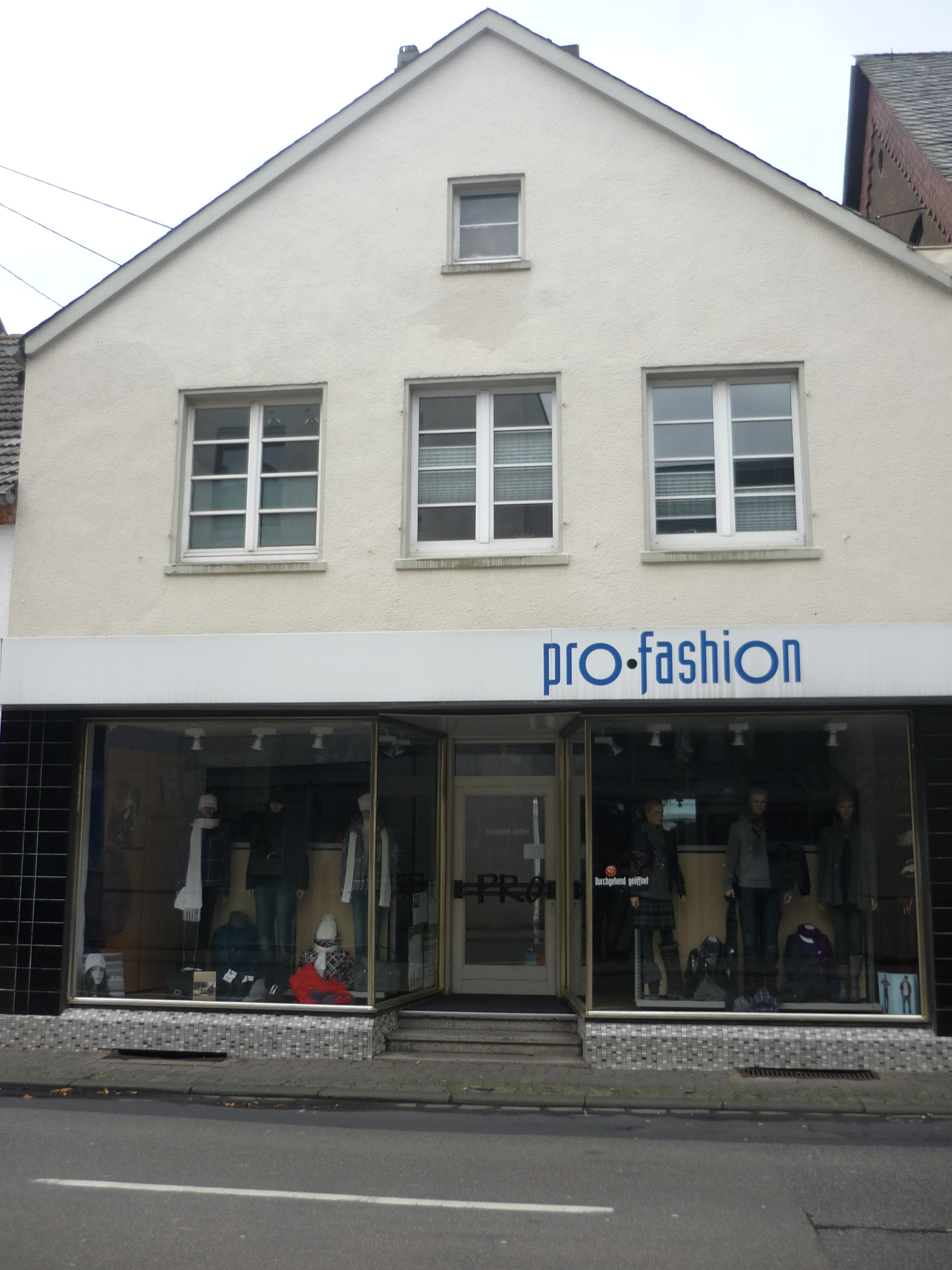
Ehemalige Synagoge Hachenburg

Die jüdische Gemeinde in Hachenburg im Westerwaldkreis (Rheinland-Pfalz) war eine jüdische Gemeinde, deren Wurzeln bereits im Mittelalter liegen. Die jüdische Gemeinde erlosch 1940 im Zuge der Deportation deutscher Juden in der Zeit des Nationalsozialismus.

## Geschichte
Die erste urkundliche Erwähnung von Juden stammt aus dem Jahr 1349, als sie den Verfolgungen nach der Großen Pest zum Opfer fielen.
Erst um 1674/75 werden wieder zwei jüdische Familien in der Stadt genannt. Im Laufe des 18. Jahrhunderts stieg ihre Zahl auf zehn an (1729 waren es drei Familien, 1751 vier, 1778 sechs, 1799 zehn). 1791 wurden 43 jüdische Einwohner gezählt. 1751 war unter den Familien ein Metzger, 1788 zwei Weinhändler. 1799 werden als Berufe angegeben: Metzger und Schlachter, Krämer, Händler, Seifensieder und Weinhändler.
1810 wurde erstmals ein Gemeindevorsteher genannt. Die Zahl der jüdischen Einwohner entwickelte sich wie folgt: 1843 gab es deren 73; bis 1871 ging die Zahl auf 53 zurück (3,8 % von insgesamt 1384 Einwohnern), um danach wieder anzusteigen: 1885 lebten 57 (3,7 % von 1532), 1895 72 (4,7 % von 1527), 1900 72, 1905 124 (6,7 % von 1843) und 1913 126 Juden in der Gemeinde.
Zur jüdischen Gemeinde gehörten auch die jüdischen Einwohner von Alpenrod (1842 20 jüdische Einwohner mit Hirtscheid und Dehlingen), Altstadt (1843 17, 1905 10), Höchstenbach (1843 35, 1905 10), Kirburg (1843 26, 1905 17), Kroppach (1843 19) und Nister (Gemeinde). Im 19. Jahrhundert gab es in den Filialgemeinden Höchstenbach, Kroppach und Kirburg Beträume. Die jüdischen Gewerbetreibenden waren Metzger und Viehhändler, Getreide- und Fruchthändler.
Seit der zweiten Hälfte des 19. Jahrhunderts hatten mehrere von ihnen Geschäfte und Läden am Ort errichtet, darunter ein Schuhgeschäft, ein Geschäft für Glas und Porzellan u. a. m. An Einrichtungen bestanden eine Synagoge, eine Religionsschule, ein rituelles Bad (Mikwe, 1908 neu erstellt) sowie ein eigener Friedhof. Zur Besorgung religiöser Aufgaben der Gemeinde war ein Religionslehrer angestellt, der zugleich als Vorbeter und Schochet fungierte. Um 1842 wird als Lehrer Josef Rosenau genannt (1848 waren 25 Kinder in der Religionsschule zu unterrichten, 1851 31 Kinder).
Gottesdienste fanden zunächst in einem Privathaus in der Judengasse statt. Erst 1897 wurde eine eigene Synagoge am Alexanderring eingeweiht. Die jüdische Gemeinde Hachenburg gehörte zum Bezirksrabbinat Weilburg beziehungsweise nach 1925 zum vereinigten Rabbinatsbezirk Bad Ems und Weilburg.
Um 1925, als 103 jüdische Gemeindeglieder gezählt wurden, was 4,7 % der Gesamtbevölkerung entsprach, bestanden an jüdischen Vereinen eine Männer-Chewra (israelitischer Wohltätigkeitsverein, gegründet 1903, mit den Zielen der Unterstützung Kranker und Hilfsbedürftiger, mit 1932 38 Mitgliedern). Ebenso wird 1932 auch der Jüdische Unterstützungsverein genannt sowie ein Frauenverein (bzw. Israelitische Frauen-Chevrah, gegründet 1882, mit dem Ziel der Krankenunterstützung und -wache, mit 1932 34 Mitgliedern), eine Ortsgruppe des Central-Verein deutscher Staatsbürger jüdischen Glaubens, ein jüdischer Jugendverein und eine Ortsgruppe des Reichsbund jüdischer Frontsoldaten.
Zur Hachenburger Gemeinde gehörten weiterhin die Mitglieder in Alpenrod (1925 6, 1932 4), Steinebach an der Wied (1925 3) und Altstadt (1932 8). 1932 war als Lehrer und Kantor Siegfried Levi tätig. Er hatte damals sieben schulpflichtigen Kinder den Religionsunterricht zu erteilen. Gemeindevorsteher war Berthold Seewald.

### Zeit des Nationalsozialismus
Nach 1933 ging die Zahl der jüdischen Gemeindeglieder durch die zunehmenden Repressalien und die Folgen des wirtschaftlichen Boykotts weiter zurück. 1936 wurden noch 75 Gemeindeglieder gezählt, im September 1938 28. Bis 1938 waren etwa 13 jüdische Familien aus Hachenburg weggezogen beziehungsweise ausgewandert (ca. 20 Personen in die USA, sechs nach Südamerika, drei nach England, zwei nach Frankreich, mehrere nach Palästina). Beim Novemberpogrom 1938 wurde die Inneneinrichtung der Synagoge zerstört. Das Gebäude wurde aber von der Brandschatzung wegen der Brandgefahr für die umliegenden Gebäude verschont. Am 5. März 1940 verzogen die letzten jüdischen Einwohner nach Düsseldorf.
Der Holocaust forderte in Hachenburg 38 Opfer, nach den Angaben von Yad Vashem, Jerusalem und im Gedenkbuch – Opfer der Verfolgung der Juden unter der nationalsozialistischen Gewaltherrschaft 1933–1945.

## Verarbeitung der NS-Vergangenheit / Gedenkstätten
An die ehemalige jüdische Gemeinde erinnert heute der jüdische Friedhof am Dehlinger Weg (bis 1923:Judenfriedhofsweg), den die Gemeinde 1781 erwarb. Am 30. Dezember 1940 verordnete der Wiesbadener Regierungspräsident die Schließung des Friedhofs. Heute befindet sich dort eine Gedenkstätte für die verfolgten und ermordeten jüdischen Mitbürger. Von der ehemaligen Synagoge am Alexanderring stehen zwar noch die Außenmauern. Durch mehrmalige Umbauten in ein Wohn- und Geschäftshaus erinnert jedoch nichts mehr an die jüdische Vergangenheit dieses Gebäudes.
Anfang der 1990er Jahre gab es von Seiten der Ratsfraktion Die Grünen Anfragen und die Anregung, die „Alte Poststraße“, die bis 1933 Judengasse hieß, wieder ihren alten Namen zu verleihen. In diese Überlegungen wurde auch der Dehlinger Weg einbezogen, an dem der jüdische Friedhof liegt. Als 1995 Ignatz Bubis, der damalige Vorsitzende des Zentralrats der Juden in Deutschland, Hachenburg besuchte, wurde das Thema wieder aufgegriffen. Diesmal machte die FDP-Fraktion den Vorschlag, den früheren Namen Judengasse wiedereinzuführen. Dieser Antrag wurde dann von Stadtbürgermeister Hendrik Hering und der SPD-Fraktion umgesetzt, obwohl es von Seiten der Anwohner heftige Abneigungen gegen die Namensänderung gab, die in einer Bürgerversammlung eskalierten. Der Stadtrat beschloss am 17. Februar 1997 mit einer Stimme Mehrheit die Wiedereinführung des Namens Judengasse.
1991 wurde der Jüdische Friedhof Hachenburg unter Denkmalschutz gestellt.

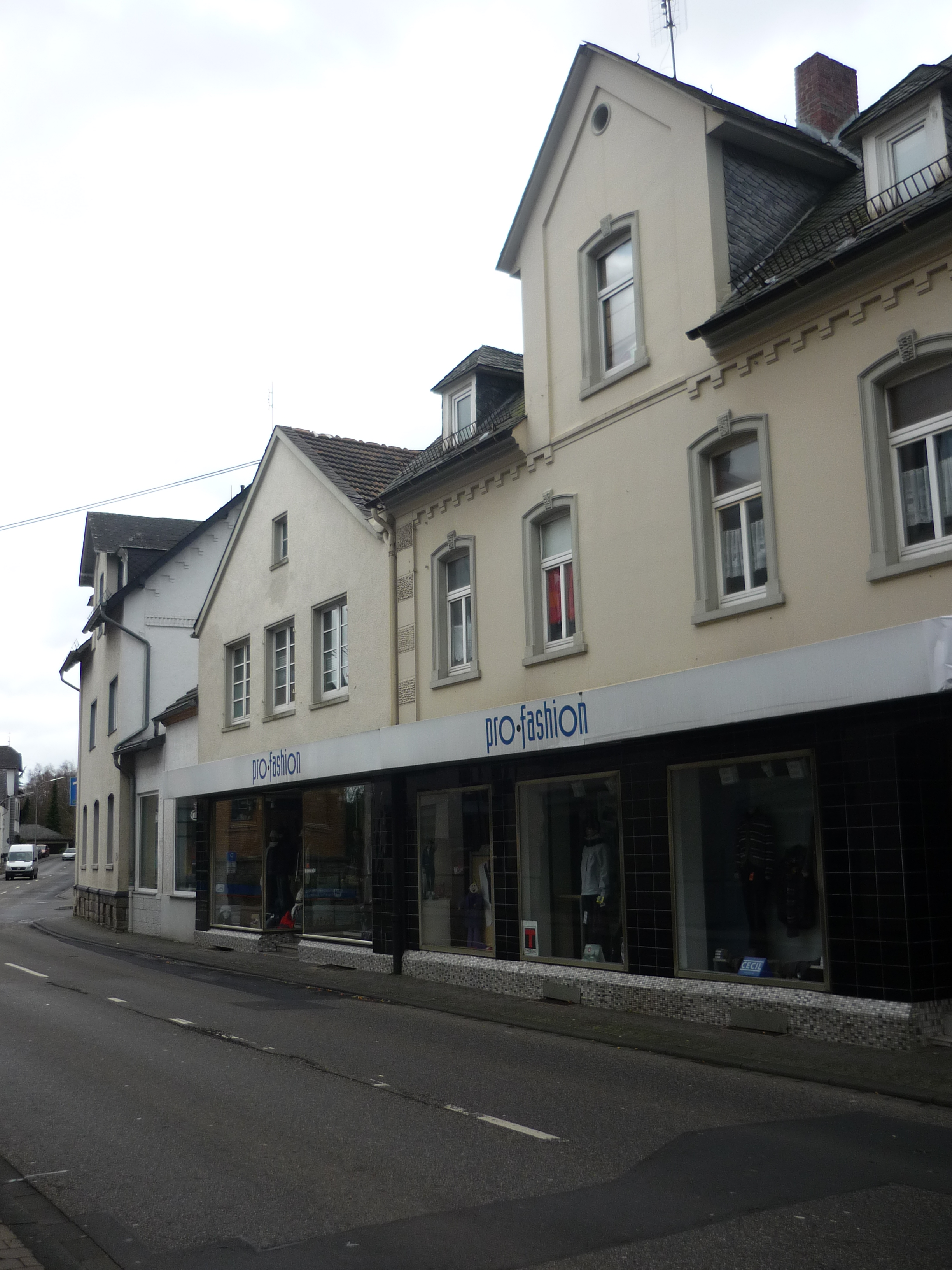
Ehemalige Synagoge Hachenburg (Mitte)